# Gabit Tölepbaj
Gabit Kurakbajuły Tölepbaj (kaz. Ғабит Құрақбайұлы Төлепбай; ur. 24 lutego 1990) – kazachski zapaśnik walczący w stylu wolnym. Wicemistrz halowych igrzysk azjatyckich w 2017. Drugi w Pucharze Świata w 2011 roku.